# Люсечіль
Люсечіль (швед. Lysekil) — містечко (tätort, міське поселення) у західній Швеції в лені Вестра-Йоталанд. Адміністративний центр комуни Люсечіль.

## Географія
Містечко розташоване в західній частині лена Вестра-Йоталанд за 501 км на південний захід від Стокгольма.

## Історія
Спочатку було невелике рибальське село, яке завдяки розвитку рибної промисловості, комерційного судноплавства і торгівлі перетворилося протягом XVIII—XIX століть на містечко. Каменеобробна промисловість, заснована на родовищах червоного граніту Богуса з кар'єрів у місті, також була важливою галуззю для Люсечіля аж до 1950-х років. Один з найбільших нафтопереробних заводів Швеції Preemraff Lysekil розташований за межами міста.
У 1863 році Люсечіль отримав статус чепінга, а від 1903 — міста.

## Герб міста
Гербом торговельного містечка (чепінга) Лисечіль у 1895—1903 роках було зображення золотого дельфіна у синьому полі.
Коли Лбсечіль став містом, то отримав 1905 року і королівське затвердження нового герба, у якому у срібному полі дві сині риби, вигнуті спинками до себе, у синій главі — три срібні шестипроменеві зірки.
Сюжет герба з двома рибами походить з давньої печатки гераду (територіальної сотні) Стонгенес. Риби символізують розвинуту рибну промисловість. Зірка фігурувала на давній печатці Люсечіля.
Після адміністративно-територіальної реформи, проведеної у Швеції на початку 1970-х років, муніципальні герби стали використовуватися лишень комунами. Цей герб був 1971 року перебраний для нової комуни Люсечіль.

## Населення
Населення становить 7 877 мешканців (2018).

## Економіка
Паперова фабрика Lysekil є частиною паперової групи Arctic Paper і є провідним виробником екологічно адаптованого тонкого. На даний час паперова фабрика нараховує близько 380 працівників і є одним з найбільших роботодавців міста. 85% продукції експортується до Англії, Німеччини та країн Бенілюксу.

## Спорт
У поселенні базується футбольний клуб Люсечільс АІК та інші спортивні організації.

## Галерея

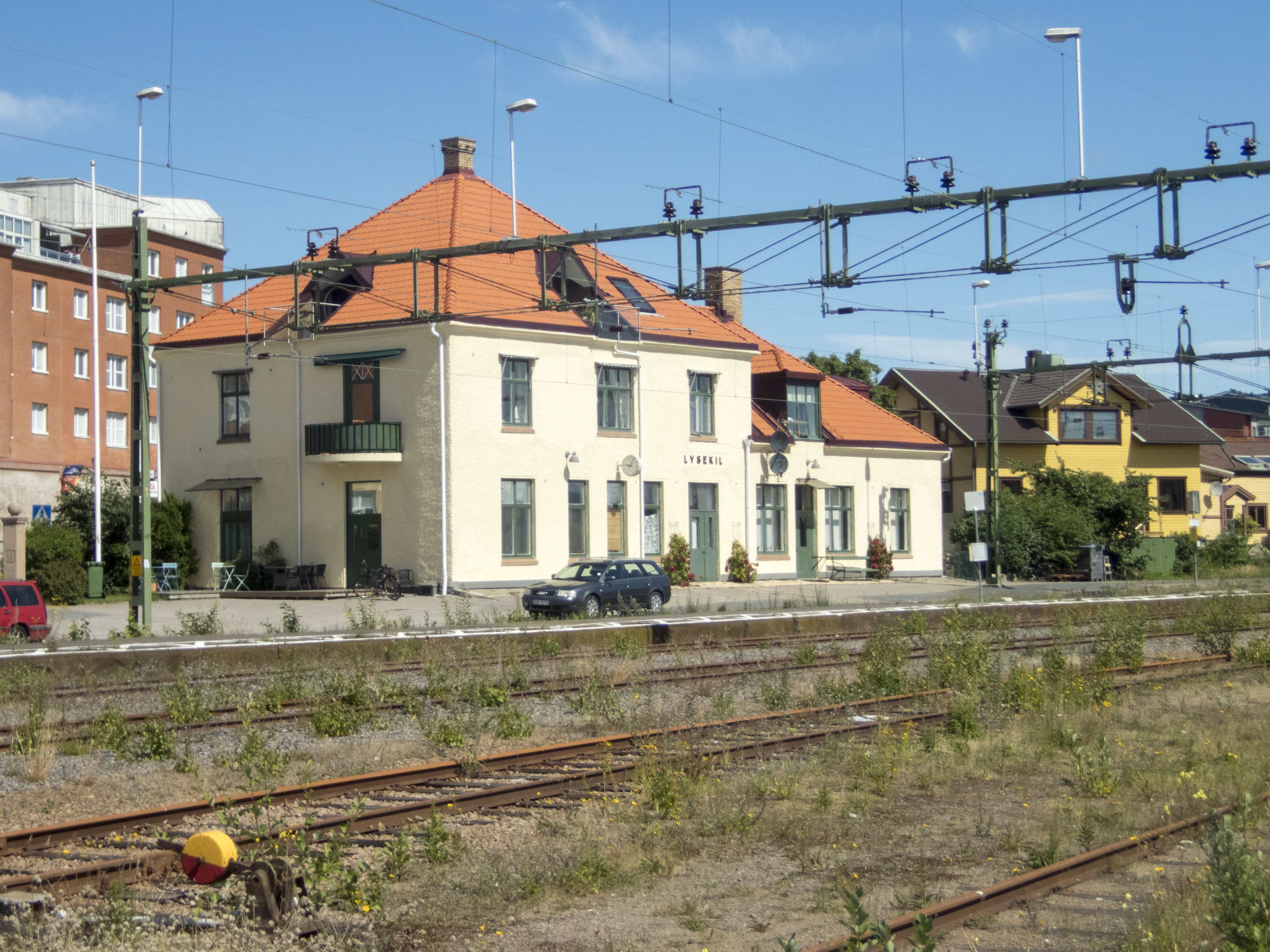
Залізнична станція
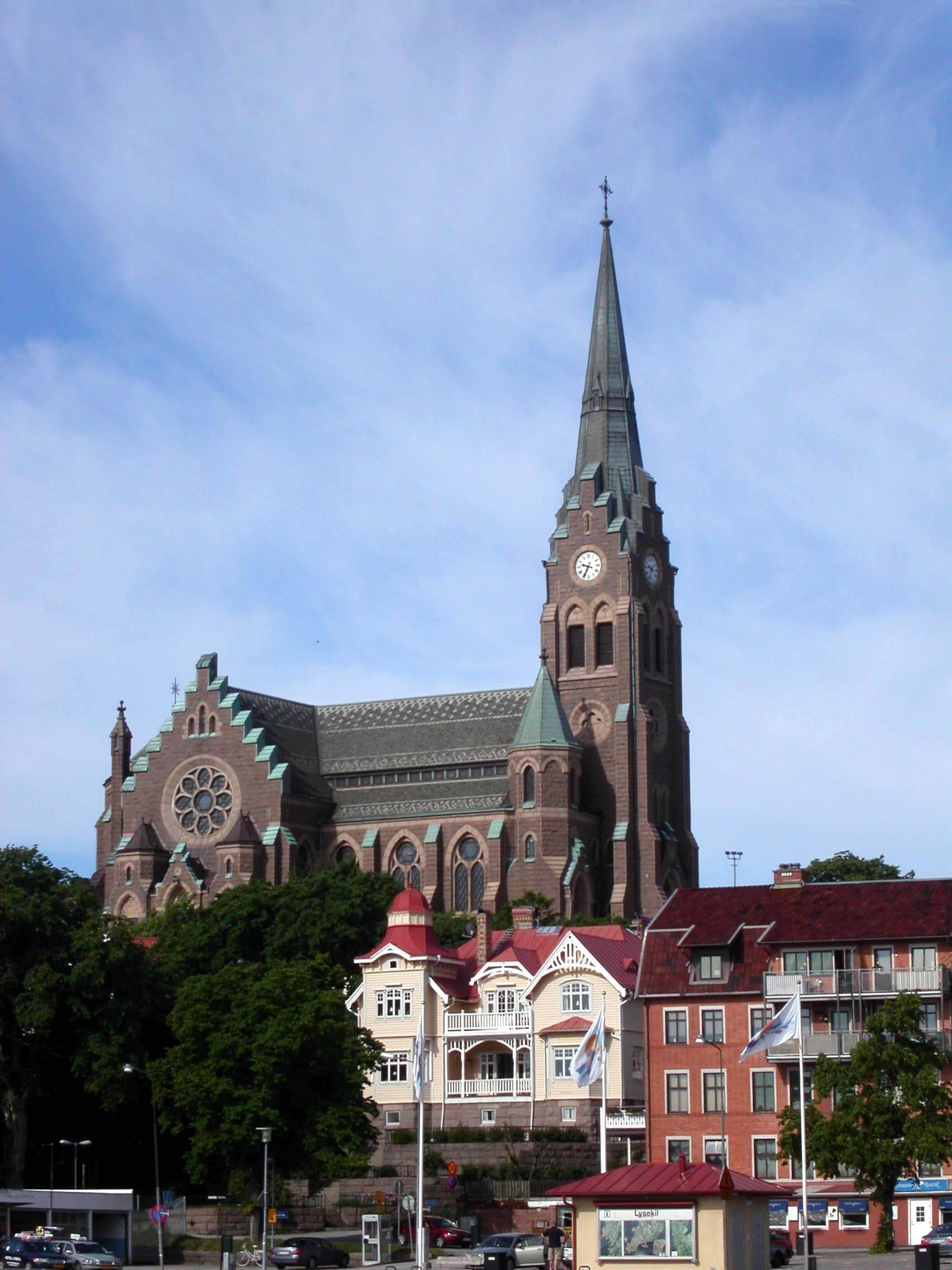
Церква
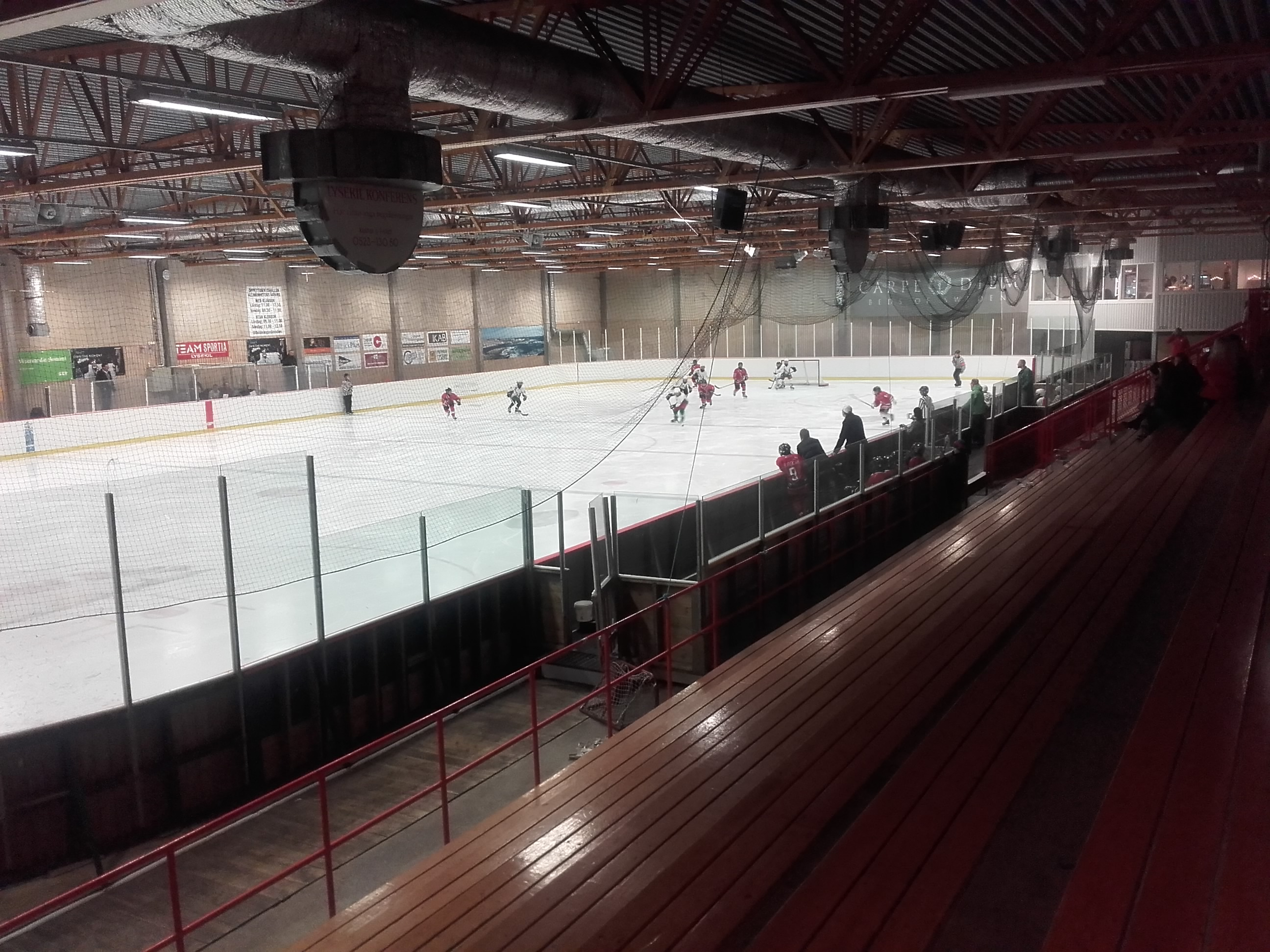
Крита ковзанка
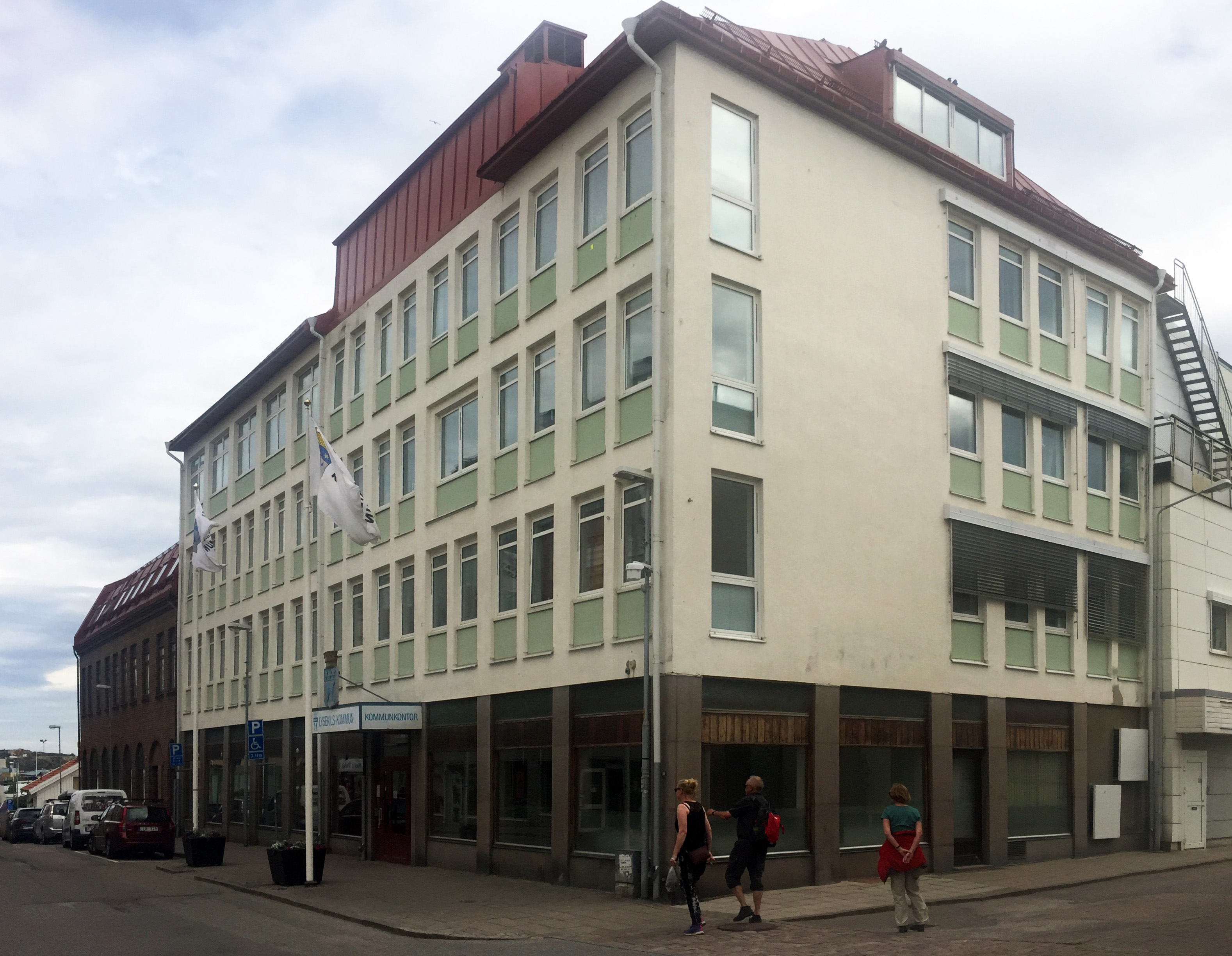
Управа комуни
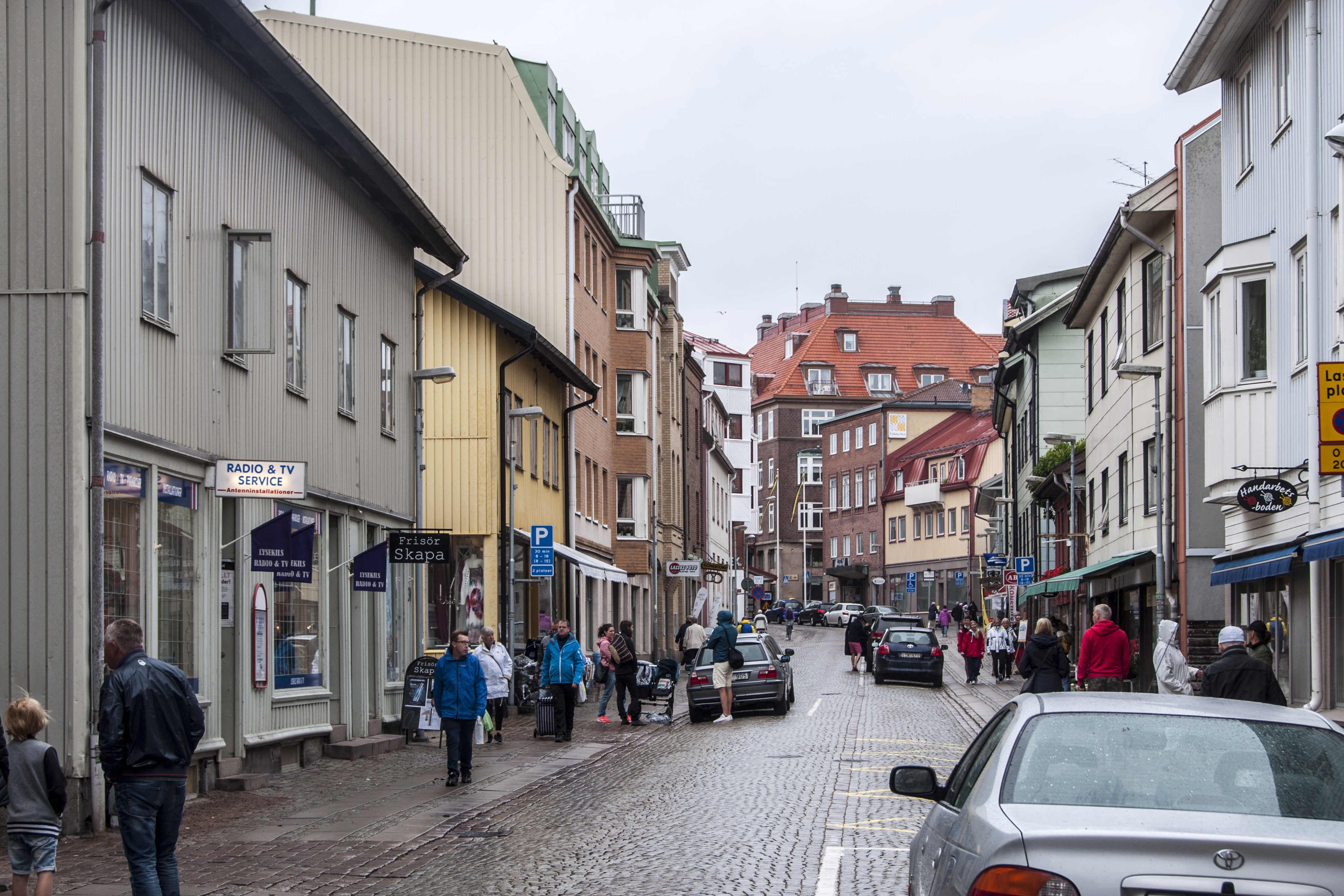
У центрі міста

## Покликання
- Сайт комуни Люсечіль [Архівовано 9 квітня 2022 у Wayback Machine.]